# U-1206
U-1206 — немецкая подводная лодка типа VIIC, относившаяся к Кригсмарине в годы Второй мировой войны. Судно спущено на воду 12 июня 1943 года на предприятии F.Schichau GmbH в Данциге и поступило на службу 16 марта 1944 года, примерно за год до своего затопления. Эмблемой корабля был белый аист с зелёным клювом и ногами на чёрном щите.

## Конструкция
Немецким подлодкам типа VIIC предшествовали более короткие подлодки типа VIIB. U-1206 имела водоизмещение 769 тонн в надводном положении и 871 тонну в подводном. Общая длина судна составляла 67,1 м, длина прочного корпуса — 50,5 м, наибольшая ширина корпуса (по бимсу) — 6,20 м, высота — 9,6 м, осадка — 4,74 м. В надводном положении корабль питался от двух шестицилиндровых дизельных двигателей с нагнетателем, произведённых на верфи «Германия» и вырабатывавших от 2800 до 3200 метрических лошадиных сил (от 2060 до 2350 кВт), в подводном — от двух электродвигателей двойного действия GU 460/8-27 от компании AEG, вырабатывавших в сумме 750 л. с. (550 кВт). Также были установлены два вала и два лопастных винта по 1,23 м. Предельная глубина погружения составляла 230 м.
На поверхности судно могло развивать скорость до 17,7 узлов (32,8 км/ч) в надводном положении и 7,6 узлов (14,1 км/ч) в подводном. Автономность плавания в подводном положении на скорости в 4 узла (7,6 км/ч) составляла 80 морских миль (150 км), в надводном — 8500 морских миль (15700 км) на скорости 10 узлов (19 км/ч). Подлодка была оборудована пятью торпедными аппаратами диаметром 53,3 см (четыре из них были расположены в носовой части, один — в корме), 14 торпедами, одним орудием 8,8 cm SK C/35 с боекомплектом из 220 выстрелов и одним орудием ПВО. Численность экипажа — от 44 до 60 человек.

## Гибель
Осенью 1944 года капитан-лейтенант Карл Адольф Шлитт принял командование подлодкой и, сформировав экипаж, перешёл в норвежский Берген, где базировалась 11-я флотилия Кригсмарине. Весной 1945 года подлодка вышла в Северное море и направилась к берегам Шотландии. 13 апреля 1945 года подлодка приближалась к порту Питерхед в Шотландии, встречая конвой. Вечером были обнаружены неполадки в дизельном двигателе, вследствие чего командир ушёл на 60-метровую глубину и приказал ремонтной команде починить двигатель.
14 апреля 1945 года Шлитт обнаружил неисправность в работе туалета, поскольку не работал один из штурвалов. Он позвал сначала ремонтника, но тот занимался починкой двигателя, поэтому пришлось позвать матроса-моториста. Тот попытался починить унитаз, но не заметил, что клапан унитаза был открыт, и в результате его неосторожных манипуляций отходы из унитаза, подталкиваемые сжатым воздухом и забортной водой, обрушились на обоих моряков. Из унитаза стал бить столб забортной воды под давлением нескольких атмосфер. На помощь поспешил инженер-механик, но столб воды не позволял подойти к механизмам закрывания клапанов. Вахтенный офицер, не подозревавший о случившемся, приказал всплыть на перископную глубину. Моторист замкнул все клапаны после падения давления в трубах, однако вода успела достигнуть аккумуляторного отсека.
Солёная вода попала на пластины аккумуляторов, что привело к выделению едкого хлора. Клубы дыма распространились по субмарине, и Шлитт приказал немедленно всплыть на поверхность. Командир с большим трудом открыл рубочный люк, обеспечив приток свежего воздуха и выпустив клубы газа за борт. Однако в этот момент британские самолёты обнаружили подлодку и сбросили на неё авиабомбы. Прямых попаданий не было зафиксировано, но бомбы разорвались слишком близко рядом с лодкой. Шлитт приказал покинуть корабль, а весь экипаж подобрал миноносец британского флота.